# Dimítrisz Zángilosz
Dimítrisz Zángilosz, görögül: Δημήτρης Ζάγκυλος (Paralímni, 1938. március 15. – 2022. június 10.) válogatott ciprusi labdarúgó, csatár, edző. Ciprusi bajnoki gólkirály (1957–58).

## Pályafutása

### Klubcsapatban
1956 és 1961 között az Anórthoszi Ammohósztu, 1961 és 1963 között a görög AÉK, 1963 és 1968 között ismét az Anórthoszi Ammohósztu labdarúgója volt. Három ciprusi bajnoki címet és két kupagyőzelmet szerzett csapatával. Az 1957–58-as idényben a ciprusi bajnokság gólkirálya lett 21 találattal. Az AÉK együttesével egy görög bajnoki címet szerzett.

### A válogatottban
1960-ban két Izrael elleni vb-selejtező-mérkőzésen szerepelt a ciprusi válogatottban.

### Edzőként
Az Énoszi Néon Paralimníu vezetőedzőjeként az 1968–69-es idényben bajnokságot nyert a ciprusi másodosztályban.

## Sikerei, díjai

### Játékosként
Anórthoszi Ammohósztu
- Ciprusi bajnokság
  - bajnok (3): 1956–57, 1957–58, 1959–60
  - gólkirály: 1957–58 (21 gól)
- Ciprusi kupa
  - győztes (2): 1959, 1964

 AÉK
- Görög bajnokság
  - bajnok: 1962–63

### Edzőként
Énoszi Néon Paralimníu
- Ciprusi bajnokság – másodosztály
  - bajnok: 1968–69

## Statisztika
| Ciprus | Ciprus             | Ciprus                     | Ciprus | Ciprus   | Ciprus   | Ciprus       | Ciprus | Ciprus  |
| #      | Dátum              | Helyszín                   | Hazai  | Eredmény | Vendég   | Kiírás       | Gólok  | Esemény |
| ------ | ------------------ | -------------------------- | ------ | -------- | -------- | ------------ | ------ | ------- |
| 1.     | 1960. november 13. | Nicosia, GSP Stadion       | Ciprus | 1 – 1    | Izrael   | vb-selejtező | -      |         |
| 2.     | 1960. november 27. | Ramat Gan, Nemzeti Stadion | Izrael | 6 – 1    | Ciprus   | vb-selejtező | -      |         |
|        | Összesen           |                            |        | 2        | mérkőzés |              | 0      | gól     |